# Shin'ichi Himori
Shin'ichi Himori  (日守新一?, Himori Shin'ichi), pseudonimo di Kazuo Moriyama (守山一雄?, Moriyama Kazuo; Tokyo, 10 gennaio 1907 – Kamakura, 12 settembre 1959), è stato un attore giapponese.
Noto per il suo stile realistico di interpretazione, recitò in oltre settanta film tra il 1925 ed il 1959. Tra le sue principali pellicole vi furono Figlio unico (1936), Scandalo (1950) e Vivere (1952).

## Biografia
Nativo di Tokyo, entrò negli studi della Shochiku nel 1924. Dopo aver interpretato una serie di ruoli di secondo piano, seppe ritagliarsi il proprio spazio come protagonista, in particolare nei film basati su eventi reali.
La sua affermazione avvenne nel 1936 con Figlio unico, diretto da Yasujirō Ozu, nella quale esibì lodevoli doti di interpretazione che lo avrebbero contraddistinto per il resto della carriera. Continuò la sua attività prolifica anche dopo la seconda guerra mondiale, sino alla morte prematura avvenuta il 12 settembre 1959 a causa di un attacco cardiaco.

## Filmografia parziale
- Giorni di gioventù (Wakaki hi), regia di Yasujirō Ozu (1929)
- La vicina e la moglie (Madamu to nyōbō), regia di Heinosuke Gosho (1931)
- Figlio unico (Hitori musuko), regia di Yasujirō Ozu (1936)
- I massaggiatori e una donna (Anma to onna), regia di Hiroshi Shimizu (1938)
- C'era un padre (Chichi Ariki), regia di Yasujirō Ozu (1942)
- Scandalo (Shūbun), regia di Akira Kurosawa (1950)
- Vivere (Ikiru), regia di Akira Kurosawa (1952)
- La danzatrice di Izu (Izu no odoriko), regia di Yoshitarō Nomura (1954)